# Прекомерна сила
Прекомерна сила (енгл. Forced Vengeance) је амерички акционо-драмски филм из 1982. године са Чаком Норисом у главној улози. 

## Радња филма
Власник казина у Хонг Конгу одбија да сарађује са мафијом при чему он и његова породица бивају убијени. Шеф обезбеђења казина Џош Рандал (Чак Норис) креће у обрачун са мафијом како би осветио свог пријатеља.